# 王之圣右手

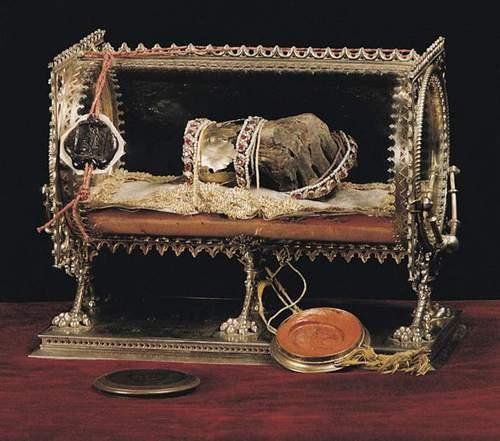
伊什特万一世的圣右手

王之圣右手（匈牙利语:Szent Jobb）是中世纪匈牙利基督教的一件圣髑。其本尊安置于圣伊什特万圣殿圣坛后左侧的圣右手礼拜堂中，为匈牙利第一任国王伊什特万一世的右手。在匈牙利，这件圣物备受崇敬，被视为是其国家历史的见证者。

## 历史
伊什特万一世去世后，遗体做了防腐处理，被制成了木乃伊。拉斯洛一世统治时期，其右手被其看守者莫库尔偷偷带到了自己的家中。拉斯洛王听闻后亲自拜访莫库尔并原谅了他的行为。此后，圣右手在莫库尔家原址上建立的修道院中保存了数个世纪。修道院所在的村庄因着圣物被命名为“圣右手”，朝圣者络绎不绝。奥斯曼帝国治下，这件圣物辗转至波斯尼亚等地，最后由杜布罗夫尼克的僧侣保管着。1771年，女王瑪麗亞二世要回了圣髑并让圣玛丽骑士团负责看护；每年8月20日举行例行庆典以志纪念。1900年代至1944年间，圣右手被安置在布达城的西吉斯蒙德礼拜堂内。二战期间，该圣物被藏在奥地利萨尔茨堡。匈牙利人民共和国时期，朝觐圣右手的行为遭到了禁止。1989年至今，年度的朝圣得到了恢复，在特殊情况下，圣右手还在匈牙利各地巡回以便瞻仰。